# La Portuaria
La Portuaria est un groupe argentin de rock et pop, originaire de Buenos Aires.

## Histoire
Diego Frenkel, Christian Basso et Sebastián Schachtel (colonne vertébrale du groupe) avaient formé le groupe Clap, qui a enregistré un album en 1986. Dès cette époque, ils surprennent par leur polyvalence en termes de rythmes et de styles. À tel point que beaucoup les définissent comme du worldbeat. À la fin des années 1980, après la séparation de Clap, La Portuaria émerge. Dès le début, leur musique échappe aux modèles traditionnels du rock en Argentine. Il s'agit d'une musique fondamentalement rythmique qui explore et se nourrit des couleurs et des sons de la musique du monde. La variété des rythmes et des timbres a toujours fait partie de la cosmogonie du groupe. 
En 1991, le groupe commence à produire son deuxième album, Escenas de la vida amorosa. La chanson El bar de la calle Rodney est le succès de l'album. Ils se produisent au théâtre Astros, où ils développent une mise en scène risquée combinée à des éléments théâtraux non conventionnels, comme la performance du groupe El Descueve, avec la participation de Fito Páez en tant qu'invité spécial. 
En 2009, le groupe célèbre son 20e anniversaire et réunit la quasi-totalité de ses membres d'origine dans une nouvelle formation qui compte parmi ses membres Christian Basso, cofondateur du groupe et coauteur avec Diego Frenkel de chansons qui font partie de l'histoire de la musique nationale telles que Selva et El bar de la calle Rodney, entre autres. Le groupe se sépare officiellement en 2010.
En août 2018, Frenkel fait allusion à une possible réunion, qui a lieu le 17 octobre 2018, au club La Trastienda. Les autres événements auxquels ils ont participé sont les suivants : Ciudad Emergente, Usina del Arte, La Boca, ville de Buenos Aires le 16 septembre 2018, Festival provincial de la bière, province de Mendoza. le 8 décembre 2018 : Festival provincial de la bière, province de Mendoza ; et Urquiza y el Río, Paseo de la Costa, Vicente López, Zona Norte del Gran Buenos Aires le 23 décembre 2018.
En 2022, le groupe célèbre la 30e année de succès pour El bar de la calle Rodney,.

## Discographie

### Albums studio
- 1989 : Rosas rojas (EMI)
- 1991 : Escenas de la vida amorosa (EMI)
- 1993 : Devorador de corazones (EMI)
- 1995 : Huija (EMI)
- 2001 :  Me mata la vida (EMI)
- 2003 : 10.000 km (Pop Art)
- 2005 : Río ( Soy Rock, Pop Art)
- 2008 : La vaca atada (Soy Rock, Pop Art)

### Singles
- 1989 : Palabras de amor (EMI)
- 1991 : El bar de la calle Rodney (EMI)
- 1991 : Los mejores amigos (EMI)
- 1993 : Devorador de Corazones (EMI)
- 1993 : Selva  (EMI)
- 1993 : Nada es Igual (EMI)I
- 1995 : Ruta (EMI)
- 1995 : Vudú Danza (EMI)
- 1995 : 10 segundos (EMI)
- 2000 : Aya (Pop Art)
- 2002 : Perfidia (Pop Art)
- 2003 : 10.000 Km (Pop Art)
- 2005 : Baby (Pop Art)
- 2005 : A Través de Tus Ojos (Pop Art)
- 2005 : Hoy No le Temo a la Muerte (Pop Art)
- 2008 : La Vaca Atada (Pop Art)
- 2010 : Ja sei namorar (Pop Art)
- 2021 : Ella (Pop Art)